# Anna del Liechtenstein
Anna del Liechtenstein (nome completo in tedesco Anna Maria Francisca de Paula Leandra; Vienna, 26 febbraio 1846 – Praga, 22 aprile 1924) è stata una principessa austriaca.

## Biografia
La principessa Anna nacque nel 1846 a Vienna, nonogenita di Luigi II e di Franziska Kinsky von Wchinitz und Tettau.
Il 22 maggio 1864 sposò nella sua città natale il principe Georg Christian Franz von Lobkowitz. Morì a Praga a 78 anni e venne tumulata nel mausoleo della famiglia del marito a Hořín.

## Discendenza
Anna del Liechtenstein e Georg Christian Franz von Lobkowitz ebbero otto figlie e quattro figli:
- Anna Bertha Marie Gasparine Leopoldine (Hořín, 14 settembre 1865 - Tata, 9 febbraio 1917), sposò il 17 luglio 1893 a Praga il conte Ferenc Esterházy de Galántha (1859-1909) ed ebbero due figlie e tre figli:[5]
  - Franciska (1894);
  - Ferenc (1896-1939);
  - Maria-Anna (1898-1952);
  - József (1899-1905);
  - Tamas (1901-1964).
- Maria Franziska de Paula Melchior Emmanuelle Stephanie (Praga, 25 marzo 1866 - 28 dicembre 1918);
- Marie Theresia Balthasara Leokadia Judith (Hořín, 9 dicembre 1867 - Zurau n Saaz, 26 maggio 1945), sposò il 4 agosto 1891 a Praga Jakob von und zu Eltz (1860-1906) ed ebbero quattro figlie e due figli:[6]
  - Lidwina (1894-1984);
  - Karl (1892-1922);
  - Anna (1897-1933);
  - Antoinette (1899-1989);
  - Georg (1901-1915);
  - Franziska (1905-1997).[7]
- Sidonie (Drhovle, 12 agosto 1869 - Wolfegg, 24 luglio 1941), sposò il 26 luglio 1890 a Hořín il principe Maximilian von Waldburg-Wolfegg-Waldsee (1863-1950) ed ebbero sei figli e quattro figlie:[8]
  - Franz Ludwig (1892-1989);
  - Georg (1893-1915);
  - Friedrich (1895-1916);
  - Anna (1896-1954);
  - Sophie (1899-1989);
  - Joseph (1901-1972);
  - Marie (1902-1980);
  - Johannes Nepomuk (1904-1966);
  - Elisabeth (1904-1993);
  - Heinrich (1911-1972).
- Georg August Marie Joseph Melchior Agapitus Bernard (Horzin, 18 agosto 1870 - 11 giugno 1890);
- Maria Henriette Balthasara Anna Hedwig Wendelina (Drhovle, 17 ottobre 1872 - 28 maggio 1939);
- Maria Polyxena Gasparine Franziska Romana Ignatia Blasia (Praga, 1⁰ febbraio 1874 - 6 novembre 1951);
- Alois (3 giugno 1875 - 12 marzo 1877);
- Maria Therese Anna Franziska Balthasara Lucasine Ursula (Vráž, 18 ottobre 1876 - Holzen n München-Ebenhausen, 21 giugno 1958), sposò il 12 settembre 1908 a Praga il conte Alfred von Brühl (1862-1922) ed ebbero due figli e due figlie:[9]
  - Georg (1910-1919);
  - Anna (1912-2000);[10]
  - Ferdinand (1913-1944);
  - Paula (1915-2003).[10]
- Rosa Maria Immaculata Kaspara Bertha Longina Juliana Agnes Bohemica Aloysia (Praga, 15 marzo 1879 - Holzen n München-Ebenhausen, agosto 1957), sposò l'8 maggio 1900 a Praga il conte Josef von Nostitz-Rieneck (1878-1946) ed ebbero quattro figli e tre figlie:[11]
  - Karl (1901-1961);
  - Maria (1902-1980);
  - Georg (1904-1992);
  - Anna (1905-1934);
  - Theresia (1908-1984);[12]
  - Vincenz (1911-1993);[13]
  - Christof (1914-1988).
- Friedrich Maria Wenzel Melchior Aloys Franz Borgias Maximilian (Praga, 10 ottobre 1881- Vienna, 18 aprile 1923), sposò il 24 aprile 1906 a Praga la contessa Josephine von Thun und Hohenstein (1886-1971) ed ebbero un figlio e una figlia:[14]
  - Georg Christian (1907-1933);
  - Ludmilla (1908-1974).
- Maria Johann Adolf Leonhard Gottfried Balthasar (Praga, 6 novembre 1885 - Wolfegg, 11 gennaio 1952), sposò il 13 gennaio 1921 a Grundlsee la contessa Marie Czernin von Chudenitz (1899-1965) ed ebbero tre figli e due figlie:[15]
  - Ottokar (1922-1995);
  - Anna (1923-2004);
  - Maria Theresia (1925-2007);
  - Nikolaus (1931-2019);
  - Friedrich (1932-1998).

## Titoli e trattamento
- 26 febbraio 1846 - 22 maggio 1864: Sua Altezza Serenissima, la principessa Anna del Liechtenstein
- 22 maggio 1864 - 22 aprile 1924: Sua Altezza Serenissima, la principessa Anna di Lobkowicz

## Ascendenza
|                                                      |                                       |                                                      | Genitori                                         |  |  | Nonni |  |  | Bisnonni                               |  |  | Trisnonni                  |  |
|                                                      |                                       |                                                      |                                                  |  |  |       |  |  | Francesco Giuseppe I del Liechtenstein |  |  | Emanuele del Liechtenstein |  |
|                                                      |                                       |                                                      |                                                  |  |  |       |  |  | Francesco Giuseppe I del Liechtenstein |  |  | Emanuele del Liechtenstein |  |
|                                                      |                                       | Maria Anna Antonia von Dietrichstein-Weichselstädt   |                                                  |  |  |       |  |  | Francesco Giuseppe I del Liechtenstein |  |  |                            |  |
| Giovanni I Giuseppe del Liechtenstein                |                                       |                                                      |                                                  |  |  |       |  |  | Francesco Giuseppe I del Liechtenstein |  |  |                            |  |
|                                                      |                                       | Leopoldina di Sternberg                              | Franz Philipp von Sternberg                      |  |  |       |  |  |                                        |  |  |                            |  |
|                                                      |                                       | Leopoldina di Sternberg                              | Franz Philipp von Sternberg                      |  |  |       |  |  |                                        |  |  |                            |  |
|                                                      |                                       | Leopoldina di Sternberg                              | Leopoldine von Starhemberg                       |  |  |       |  |  |                                        |  |  |                            |  |
| Luigi II del Liechtenstein                           |                                       | Leopoldina di Sternberg                              |                                                  |  |  |       |  |  |                                        |  |  |                            |  |
|                                                      |                                       | Joachim Egon zu Fürstenberg-Weitra                   | Ludwig August Egon zu Fürstenberg-Weitra         |  |  |       |  |  |                                        |  |  |                            |  |
|                                                      |                                       | Joachim Egon zu Fürstenberg-Weitra                   | Ludwig August Egon zu Fürstenberg-Weitra         |  |  |       |  |  |                                        |  |  |                            |  |
|                                                      |                                       | Joachim Egon zu Fürstenberg-Weitra                   | Maria Anna Josepha Fugger zu Kirchberg           |  |  |       |  |  |                                        |  |  |                            |  |
| Giuseppa di Fürstenberg-Weitra                       |                                       | Joachim Egon zu Fürstenberg-Weitra                   |                                                  |  |  |       |  |  |                                        |  |  |                            |  |
|                                                      |                                       | Sophia zu Oettingen-Wallerstein                      | Philipp Carl Dominicus zu Oettingen-Wallerstein  |  |  |       |  |  |                                        |  |  |                            |  |
|                                                      |                                       | Sophia zu Oettingen-Wallerstein                      | Philipp Carl Dominicus zu Oettingen-Wallerstein  |  |  |       |  |  |                                        |  |  |                            |  |
|                                                      |                                       | Sophia zu Oettingen-Wallerstein                      | Charlotte Juliane zu Oettingen-Baldern           |  |  |       |  |  |                                        |  |  |                            |  |
| Anna del Liechtenstein                               |                                       | Sophia zu Oettingen-Wallerstein                      |                                                  |  |  |       |  |  |                                        |  |  |                            |  |
|                                                      | Joseph Kinsky von Wchinitz und Tettau | Franz de Paula Ulrich Kinsky von Wchinitz und Tettau |                                                  |  |  |       |  |  |                                        |  |  |                            |  |
|                                                      | Joseph Kinsky von Wchinitz und Tettau | Franz de Paula Ulrich Kinsky von Wchinitz und Tettau |                                                  |  |  |       |  |  |                                        |  |  |                            |  |
|                                                      | Joseph Kinsky von Wchinitz und Tettau | Marie Sidonie von Hohenzollern-Hechingen             |                                                  |  |  |       |  |  |                                        |  |  |                            |  |
| Franz de Paula Joseph Kinsky von Wchinitz und Tettau | Joseph Kinsky von Wchinitz und Tettau |                                                      |                                                  |  |  |       |  |  |                                        |  |  |                            |  |
|                                                      |                                       | Rosa von Harrach                                     | Ferdinando Bonaventura von Harrach               |  |  |       |  |  |                                        |  |  |                            |  |
|                                                      |                                       | Rosa von Harrach                                     | Ferdinando Bonaventura von Harrach               |  |  |       |  |  |                                        |  |  |                            |  |
|                                                      |                                       | Rosa von Harrach                                     | Maria Rosa von Harrach                           |  |  |       |  |  |                                        |  |  |                            |  |
| Franziska Kinsky von Wchinitz und Tettau             |                                       | Rosa von Harrach                                     |                                                  |  |  |       |  |  |                                        |  |  |                            |  |
|                                                      |                                       | Rudolf von Wrbna und Freudenthal                     | Eugen Wenzel Josef von Wrbna und Freudenthal     |  |  |       |  |  |                                        |  |  |                            |  |
|                                                      |                                       | Rudolf von Wrbna und Freudenthal                     | Eugen Wenzel Josef von Wrbna und Freudenthal     |  |  |       |  |  |                                        |  |  |                            |  |
|                                                      |                                       | Rudolf von Wrbna und Freudenthal                     | Maria Theresia Kollonitz de Kollegrad            |  |  |       |  |  |                                        |  |  |                            |  |
| Therese von Wrbna und Freudenthal                    |                                       | Rudolf von Wrbna und Freudenthal                     |                                                  |  |  |       |  |  |                                        |  |  |                            |  |
|                                                      |                                       | Maria Theresia von Kaunitz-Rietberg-Questenberg      | Dominik Andreas von Kaunitz-Rietberg-Questenberg |  |  |       |  |  |                                        |  |  |                            |  |
|                                                      |                                       | Maria Theresia von Kaunitz-Rietberg-Questenberg      | Dominik Andreas von Kaunitz-Rietberg-Questenberg |  |  |       |  |  |                                        |  |  |                            |  |
|                                                      |                                       | Maria Theresia von Kaunitz-Rietberg-Questenberg      | Bernhardine von Plettenberg-Wittem               |  |  |       |  |  |                                        |  |  |                            |  |
|                                                      |                                       | Maria Theresia von Kaunitz-Rietberg-Questenberg      |                                                  |  |  |       |  |  |                                        |  |  |                            |  |